# Trabeacija
Trabeacija je jedan od glavnih elemenata klasične arhitekture. To je vodoravni element kojeg nose stupovi, a stoji na kapitelima. Pojavljuje se na pročeljima hramova.
Uobičajena raščlamba je na 3 dijela (počevši od najnižeg):
1. Arhitrav (prva vodoravna greda )
2. Friz (vodoravni potez koji se sastoji od metopa i triglifa, te može biti ukrašen reljefima)
3. Vijenac

Struktura trabeacije varira kod 3 različita klasična reda - Dorskog, Jonskog i Korintskog. Kod svakog od tih redova proporcije pojedinih elemenata (arhitrav, friz i vijenac) su definirane proporcijama stupova tog reda. U antičkoj i renesansoj interpretaciji proporcije trabeacije su obično oko četvrtine visine stupova.